# 胲
胲是有機化合物的一種，是羟胺的烴基衍生物的統稱。羟胺的分子式为NH2OH，其中三個氫原子可被烴基取代。如果烴基连接至氧原子處，就叫氧胲（O-hydroxylamine），而连接至氮原子處，就叫氮胲（N-hydroxylamine）。氧胲的通式是NH2O-R，而氮胲的通式可以是R-NHOH或者RR'NOH。如果所有氫原子被取代，就會是RR'NOR。